# .pm
.pm is het achtervoegsel van domeinnamen uit de eilandengroep van Saint-Pierre en Miquelon.
Het beheer over de domeinnaamextensie vindt plaats door het Franse NIC. Sinds 2012 is registratie mogelijk via goedgekeurde agenten van de Franse NIC (AFNIC).